# Drosera stelliflora

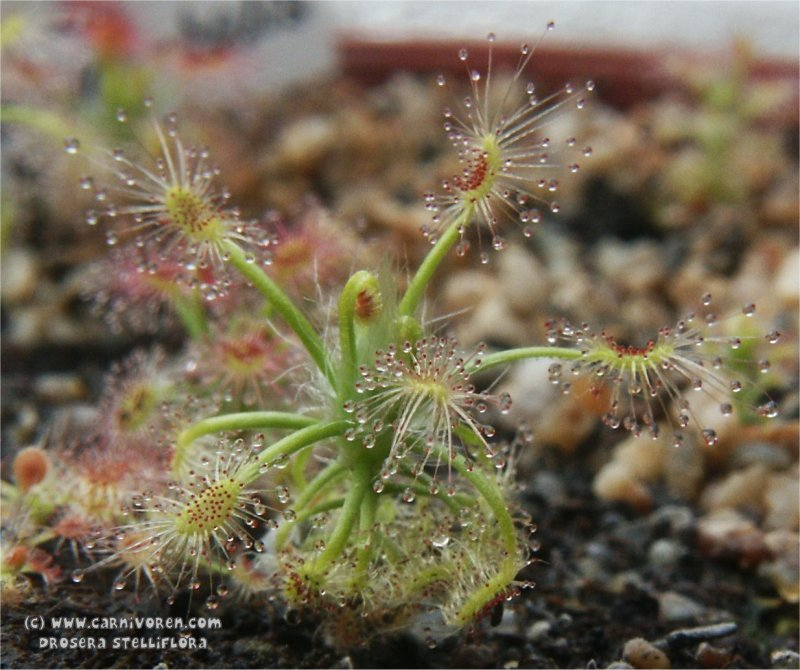
Drosera stelliflora, Habitus (in Kultur)

Verbreitung von Drosera stelliflora in Australien

Drosera stelliflora ist eine fleischfressende Pflanze aus der Gattung Sonnentau (Drosera). Sie gehört zur Gruppe der sogenannten Zwergsonnentaue und ist im südwestlichen Australien heimisch.

## Beschreibung
Drosera stelliflora ist eine mehrjährige, krautige Pflanze. Dieser, eine halbkugelige Rosette aus horizontalen und halbaufrechten Blättern bildende, Zwergsonnentau erreicht einen Durchmesser von etwa 2,5 cm. Die Sprossachse ist bis zu 2,5 cm lang und mit den welken Blättern der Vorsaison bedeckt.
Die Knospe der Nebenblätter ist eiförmig, 6 mm lang und 4 mm breit. Die Nebenblätter selbst sind 6 mm lang, 6 mm breit und dreilappig. Der mittlere Lappen ist in 4 Abschnitte gegliedert.
Die bis zu 20 insektenfangenden Blattspreiten sind elliptisch, bis zu 2,5 mm lang und 1,3 mm breit. Die Blattstiele sind 10 mm lang, an der Basis 1 mm breit und verjüngen sich auf 0,5 mm an der Blattspreite.
Die 1 bis 4 Blütenstandsachsen sind bis zu 4 cm lang und fast komplett unbehaart. Der Blütenstand ist ein Wickel aus bis zu 40 gedrängten Blüten an rund 1,5 mm langen Blütenstielen. Die breit eiförmigen Kelchblätter sind 1,8 mm lang, 1,2 mm breit und an den Rändern leicht unregelmäßig. Die Oberfläche ist glatt. Die weißen Kronblätter sind lanzettförmig, 2 mm lang und 0,6 mm breit.
Der Fruchtknoten ist annähernd kreisförmig und 0,4 mm im Durchmesser. Die 3 horizontal gestreckten, gebogenen Griffel sind 0,3 mm lang. Die 0,3 mm langen Narben sind keulen- oder sichelförmig. Frucht und Samen sind unbekannt.
Typisch für Zwergsonnentaue ist die Bildung von Brutschuppen.

## Verbreitung, Habitat und Status
Drosera stelliflora kommt nur auf einer kleinen Fläche im äußersten Südwesten Australiens vor. Sie gedeiht dort vor allem auf Lateritböden, der manchmal mit wenig kieselsäurehaltigem Sand gemischt ist. Der Fundort des Holotyps befindet sich am Bachufer entlang der Motocrossstrecke östlich der North Jindong Road, südlich von Busselton.

## Systematik
Der Name stelliflora kommt aus dem Lateinischen und bedeutet „sternförmige Blüte“ (stelli = Stern; flora = Blüte), was sich auf die Blütenform bezieht. Drosera enodes wird als der nächste Verwandte angesehen und lässt sich anhand der Blüte unterscheiden.